# Treuddigt borstvete
Treuddigt borstvete (Aegilops triuncialis) är en gräsart som beskrevs av Carl von Linné, och ingår i släktet bockveten och familjen gräs. Arten förekommer tillfälligt i Sverige, men reproducerar sig inte. Inga underarter finns listade i Catalogue of Life.

## Bildgalleri

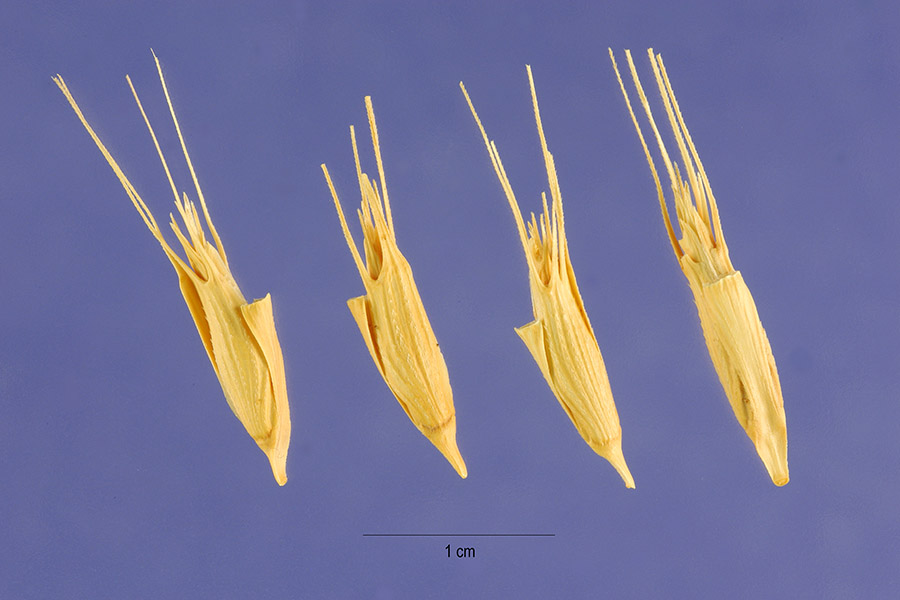
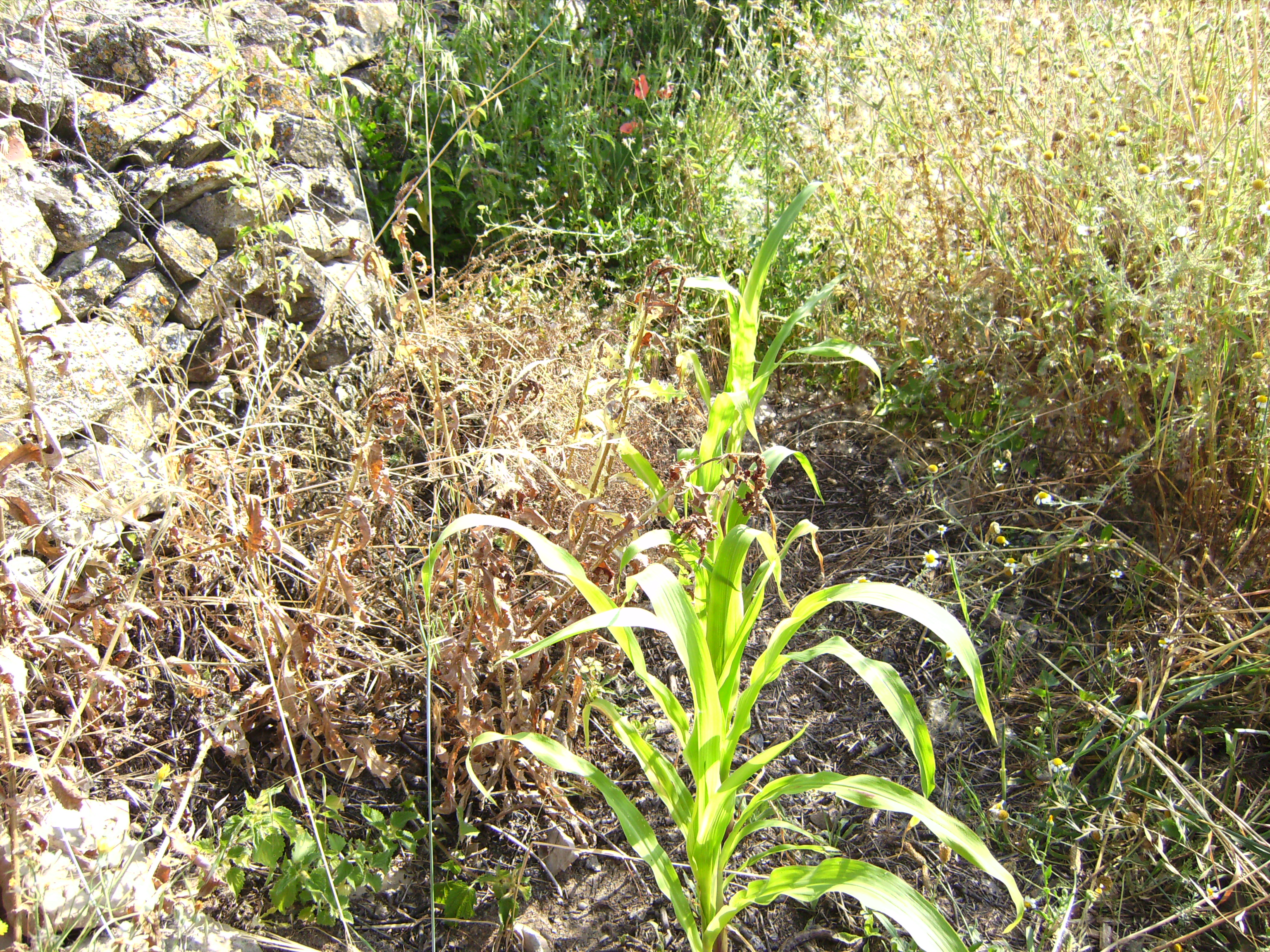